# Atelins
Els atelins (Atelinae) són una subfamília de micos del Nou Món de la família dels atèlids, que inclou diverses espècies de mones aranya i mones llanoses. El tret distintiu d'aquests animals és la seva llarga cua prènsil, que és capaç de sostenir el seu pes.
Els atelins viuen a les Amèriques, en un àmbit geogràfic que s'estén des del sud de Mèxic fins al centre del Brasil i Bolívia. Són animals diürns i arborícoles que es mouen de manera ràpida i acrobàtica pels arbres, gràcies a la seva cua prènsil. Juntament amb els aluates, els atelins són els micos del Nou Món més grossos.